# Ihor Reptyukh
Ihor Reptyukh (né le 18 juin 1994, en ukrainien Рептюх Ігор Миколайович) est un fondeur et biathlète handisport ukrainien. Il fait partie de la délégation ukrainienne lors des Jeux paralympiques de Sotchi en 2014 et de Pyeonchang en 2018.

## Carrière
Reptyukh participe pour la première fois en 2014 aux Jeux paralympiques ; il y décroche une médaille d’argent en relais 4 × 2,5 km en ski de fond. 
En 2018, il gagne sa première médaille d’or en ski de fond avec le 20 km style libre,, et remporte également une médaille de bronze et une d’argent en biathlon, respectivement aux épreuves du 7,5 km debout et du 12,5 km debout.

## Palmarès

### Jeux paralympiques d'hiver

#### Ski de fond
| Épreuve / Édition   | 4 × 2,5 km - relais open | 1 km (sprint) - style libre | 10 km (middle) - style libre | 20 km |
| ------------------- | ------------------------ | --------------------------- | ---------------------------- | ----- |
| JO 2014 Sotchi      | Argent                   | 11e                         | 10e                          | 6e    |
| JO 2018 Pyeongchang |                          |                             |                              | Or    |

#### Biathlon
| Épreuve / Édition   | 7,5 km (sprint) | 12,5 km | 15 km |
| ------------------- | --------------- | ------- | ----- |
| JO 2014 Sotchi      | 11e             | 12e     | 9e    |
| JO 2018 Pyeongchang | Bronze          | Argent  |       |